# Terremoto del Belucistan del 2008
Il terremoto del Belucistan del 2008 è stato un terremoto del sesto grado della scala Richter (6,4) avvenuto il 29 ottobre 2008 nella provincia del Belucistan in Pakistan.
La scossa è partita a 60 chilometri da nord di Quetta e 185 km a sud-est da Kandahar in Afghanistan alle 04:00 ora locale. È stata confermata la morte di 215 persone.